# Division 1 (Bélgica) 1962-63
La Primera División de Bélgica 1962/63 fue la 60.ª temporada de la máxima competición futbolística en Bélgica.

## Tabla de posiciones
| Pos | Equipo                         | PJ | PG | PE | PP | GF | GC | Pts | DG  | Notas                                                |
| --- | ------------------------------ | -- | -- | -- | -- | -- | -- | --- | --- | ---------------------------------------------------- |
| 1   | Standard Club Liégeois         | 30 | 20 | 4  | 6  | 51 | 21 | 44  | +30 | Clasificado a la Copa de Campeones de Europa 1963-64 |
| 2   | Royal Antwerp FC               | 30 | 19 | 2  | 9  | 57 | 44 | 40  | +13 |                                                      |
| 3   | RSC Anderlechtois              | 30 | 15 | 7  | 8  | 54 | 34 | 37  | +20 |                                                      |
| 4   | La Gantoise                    | 30 | 15 | 4  | 11 | 55 | 52 | 34  | +3  | Clasificado a la Copa de Ferias 1963-64              |
| 5   | K. Sint-Truidense V.V.         | 30 | 11 | 11 | 8  | 41 | 35 | 33  | +6  |                                                      |
| 6   | Daring Club Bruxelles          | 30 | 14 | 4  | 12 | 46 | 41 | 32  | +5  |                                                      |
| 7   | RFC Liégeois                   | 30 | 14 | 2  | 14 | 41 | 39 | 30  | +2  | Clasificado a la Copa de Ferias 1963-64              |
| 8   | Club Brugge K.V.               | 30 | 12 | 6  | 12 | 35 | 39 | 30  | -4  |                                                      |
| 9   | Lierse S.K.                    | 30 | 13 | 3  | 14 | 37 | 42 | 29  | -5  |                                                      |
| 10  | KFC Diest                      | 30 | 10 | 6  | 14 | 34 | 42 | 26  | -8  |                                                      |
| 11  | RCS Brugeois                   | 30 | 10 | 6  | 14 | 31 | 43 | 26  | -12 |                                                      |
| 12  | Beerschot                      | 30 | 7  | 12 | 11 | 30 | 30 | 26  | 0   |                                                      |
| 13  | Beringen FC                    | 30 | 10 | 5  | 15 | 40 | 49 | 25  | -9  |                                                      |
| 14  | K Berchem Sport                | 30 | 10 | 5  | 15 | 26 | 38 | 25  | -12 |                                                      |
| 15  | Royale Union Saint-Gilloise    | 30 | 9  | 6  | 15 | 34 | 46 | 24  | -12 | Descenso a la Division II                            |
| 16  | R.O.C. de Charleroi-Marchienne | 30 | 6  | 7  | 17 | 28 | 45 | 19  | -17 | Descenso a la Division II                            |

PJ = Partidos jugados; PG = Partidos ganados; PE = Partidos empatados; PP = Partidos perdidos; GF = Goles a favor; GC = Goles en contra; Pts = Puntos; DG = Diferencia de goles